# Anna Markun
Anna Markun (Rio de Janeiro, 1 de abril de 1975) é uma atriz e humorista brasileira, mais conhecida por seu trabalho nas telenovelas Prova de Amor e Caminhos do Coração, ambas na Rede Record.

## Carreira
Sua carreira como atriz começou em 2005, quando foi escalada para um pequeno papel na telenovela Prova de Amor, como Eleonora. No ano seguinte, ela faria uma participação especial em Bicho do Mato, como a misteriosa mãe de Maria Margarida, Isabela. Em 2007 atuou em Caminhos do Coração como Juanita, a primeira Mulher-Cobra entre os mutantes da trama. Entre 2012 e 2014 esteve no humorístico Feira do Riso.

## Vida pessoal
Anna Markun é filha do jornalista Paulo Markun. Foi casada durante entre 1999 e 2006 com o ator Heitor Martinez, com quem teve duas filhas gêmeas, Alice e Helena, nascidas em 2002.

## Filmografia
| Ano       | Título                 | Personagem                      | Notas                                  |
| --------- | ---------------------- | ------------------------------- | -------------------------------------- |
| 2004      | Sob Nova Direção       | Mulher do Seu Cunha             | Episódio: "Besuntada Por Você"         |
| 2005      | Prova de Amor          | Eleonora Prado                  |                                        |
| 2006      | Avassaladoras: A Série | Ângela                          | Episódio: "Pra Variar"                 |
| 2007      | Bicho do Mato          | Isabela Freire                  | Episódios: "5–20 de fevereiro de 2007" |
| 2007      | Caminhos do Coração    | Juanita Biavatti (Mulher-Cobra) |                                        |
| 2008–11   | Show do Tom            | Vários personagens              |                                        |
| 2011      | A Fazenda 4            | Participante                    | Temporada 4                            |
| 2012      | Balacobaco             | Carcereira                      | Episódio: "4 de outubro de 2012"       |
| 2012–14   | Feira do Riso          | Vários personagens              |                                        |
| 2019-2020 | Stella Models          | Priscila                        | 7 episódios                            |
| 2023      | Compro Likes           | Repórter                        |                                        |

| Ano  | Título     | Personagem |
| ---- | ---------- | ---------- |
| 2002 | Lost Zweig | Prostituta |